# Bonifacio Ferreri
Bonifacio Ferrer, in valenciano Bonifaci Ferrer, in italiano Bonifacio Ferreri (Valencia, 1355 – Altura, 29 aprile 1417) è stato un monaco cristiano, giurista e scrittore spagnolo appartenente all'Ordine certosino, di cui fu ministro generale.

## Biografia
Bonifacio Ferreri, proveniva dalla nobiltà aragonese, figlio del notaio Guillem o Guillermo Ferrer e Constanza Miquel, originaria di Palamós. Ha due fratelli, uno dei quali è il domenicano San Vincenzo Ferreri, e due sorelle.
Ferreri studiò filosofia (grammatica, logica e arti) e giurisprudenza a Lleida, laureandosi prima di compiere vent'anni. Proseguì gli studi di giurisprudenza in Italia, grazie ad una borsa di studio e ricevette lezioni a Perugia dal celebre giurista Baldo degli Ubaldi. 
La Guerra degli Otto Santi lo costrinse a tornare in Spagna. Conseguì il dottorato in utroque jure e in teologia presso l'Università di Lleida. Presiedette la cattedra di diritto canonico nel palazzo di mons. Jaume de Prades e fu avvocato ordinario della città di Valencia dal 1376 fino al suo matrimonio. 

### Attività politica
Nel 1382, Ferreri sposò Jaumeta Despont, una nobile e ricca donna dalla quale ebbe undici figli. Nel 1388 acquisì la signoria di Alfara del Patriarca. Fu insignito per due volte degli onori della magistratura municipale di Valencia e di alte cariche amministrative nella città di Turia, dove divenne rappresentante nelle Cortes di Monzon nel 1389. Ferreri fu destituito dal consiglio municipale il 18 settembre 1389.
Pochi giorni dopo, fu considerato prigioniero e fu richiesta una cauzione di 10.000 fiorini d'oro, in merito alla questione del quartiere ebraico che causò l'improvvisa destituzione dei rappresentanti valenciani e l'apertura di un lungo e doloroso procedimento legale contro ciascuno di loro da parte del consiglio di Valencia fino alla fine del 1395, quando ottenne una libertà limitata e fu infine assolto. A questo interminabile e movimentato processo legale che durò sei estenuanti anni e rovinò la sua reputazione e il suo prestigio.
Nel frattempo Bonifacio perse alcuni figli e la moglie. Un insieme di circostanze che lo condussero a una grave crisi di valori e che certamente contribuirono a rafforzare la sua primordiale vocazione religiosa che aveva coltivato fin dall'infanzia.

### La professione religiosa
Deciso a ritirarsi in convento, divise i suoi beni tra i due figli rimasti e, seguendo il consiglio del fratello Vincenzo, la cui reputazione era già grande nell'ordine domenicano, rinunciò al mondo all'età di quarantadue anni.
Il 21 marzo 1396 entrò come novizio nella certosa di Porta Cœli, situata poco lontano da Valencia. Lì fece testamento il 19 giugno 1396 e, ormai distaccato dalle cose temporali, il 24 dello stesso mese emise la professione solenne, essendo stato dispensato dal papa da un noviziato più lungo. Fu avvocato nel 1399 e priore nel 1400.
Agli inizi del 1400 si recò alla Grande Chartreuse per partecipare al capitolo generale dell'Ordine.
Boniface Ferrier fu compagno di studio del futuro antipapa Benedetto XIII, con il quale rimase amico. Al ritorno dalla Grande Chartreuse, si fermò ad Avignone e fece visita al Papa, dove era allora trattenuto, il quale lo nominò legato apostolico presso il re di Francia Carlo VI, nel 1401, per ottenerne la liberazione.
In seguito a questa ambasceria, Bonifacio venne eletto ministro generale dell'ordine certosino il 23 giugno 1402 dai monaci clementini. Richiamato dal Papa nel 1403, partì presto per tornare alla Grande Chartreuse. Partecipò al Concilio di Perpignano, dove esplose il suo zelo contro lo scisma che stava allora lacerando la Chiesa cattolica. Svolse la missione di conciliatore tra il Papa e il re di Francia e partecipò al Concilio di Pisa del 1409, dove fu accolto molto male e fu addirittura rifiutato di essere ascoltato. 
Bonifacio compose un'apologia che intitolò De schismate pisano (Lo scisma di Pisa), un'opera in latino; contiene preziose informazioni sui dibattiti che agitarono quel periodo.
Si dimise insieme al precedente ministro generale di corrente urbanista, Stefano Maconi, in favore della riunificazione dell'ordine nel 1410, ma riprese la carica per ordine di Benedetto XIII, il suo potere allora limitato alle case di Spagna. I sette certosini ispanici seguirono questa obbedienza e continuarono all'ombra dell'antipapa, per poi ritirarsi a Peñíscola, circa 140 km a nord di Valencia. 
Dopo la nomina di Alessandro V, che la Spagna non riconobbe, Bonifacio non poté più rientrare nella Grande Chartreuse, dove sedeva il generale dell'ordine, eletto dagli oppositori di Benedetto XIII. Dal 1410 il Capitolo generale dei certosini risiedette a Vall de Christo e vi si tennero sei capitoli generali.
Nel 1412 fu uno dei nove elettori incaricati di nominare il successore di re Martino I d'Aragona, morto senza lasciare eredi, e contribuì, insieme al fratello Vincenzo Ferreri, all'elezione di Ferdinando I, un evento noto come Compromesso di Caspe.

### Ultimi anni
Rimasto fedele alla causa di Benedetto XIII, Bonifacio e Vincenzo Ferreri si recarono a Perpignano e Collioure nel 1415 e nel 1416, dove il papa, l'imperatore Sigismondo e Ferdinando I si incontrarono per cercare di porre fine allo scisma.
Bonifacio morì il 29 aprile 1417 e fu sepolto nel nuovo cimitero situato nel Gran Chiostro della Certosa di Val de Christo. Nel 1884 il suo corpo fu riesumato e traslato davanti all'altare maggiore della chiesa di San Michele Arcangelo, chiesa parrocchiale di Altura. Nel 1917 il vescovo Amigó trasferì le sue spoglie nel santuario della Cueva Santa, ma furono dissotterrate e bruciate nel 1936, durante la guerra civile.
Tradusse la Vulgata in valenciano, conosciuta come la Biblia Valenciana.